# Kuaklalo
Kuaklalo is een bestuurslaag in het regentschap Kupang van de provincie Oost-Nusa Tenggara, Indonesië. Kuaklalo telt 469 inwoners (volkstelling 2010).